# Tina Barney
Pour les articles homonymes, voir Barney.
Tina Barney est une photographe américaine née en 1945 à New York, spécialiste du portrait.

## Livres de photographies
- Tina Barney : photographs. Theater of manners, photographies et texte de Tina Barney, texte d'Andy Grundberg, Zurich, Scalo, 1997, 254 p.  (ISBN 3-931141-60-8)[1].

## Expositions
- 5 juillet - 12 octobre 2003 : Rencontres de la photographie d'Arles, Espace Van-Gogh[2],[3].
- 2005 : The Europeans, Barbican art gallery, Londres[4].
- 28 septembre 2024 - 19 janvier 2025 : Tina Barney : family ties, Jeu de Paume, Paris[5],[6]

puis 11 juillet - 2 octobre 2025 : Kutxa fundazioa, San Sebastián.

## Prix et distinctions
- 1991 : Bourse Guggenheim.
- 2010 : Lucie Award du portrait, New York.